# Vilobaldo Freitas

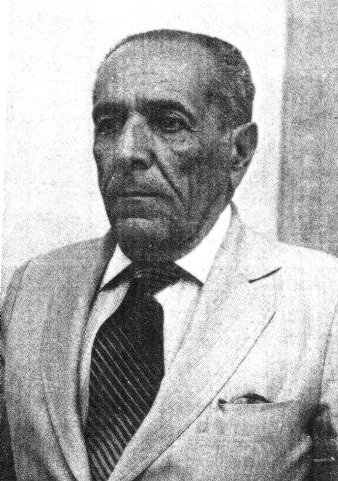

Vilobaldo Neves Freitas (Caetité, 11 de novembro de 1915 - Salvador, 12 de novembro de 1996), foi um político brasileiro que exerceu sua base na cidade de Guanambi, estado da Bahia.

## Biografia

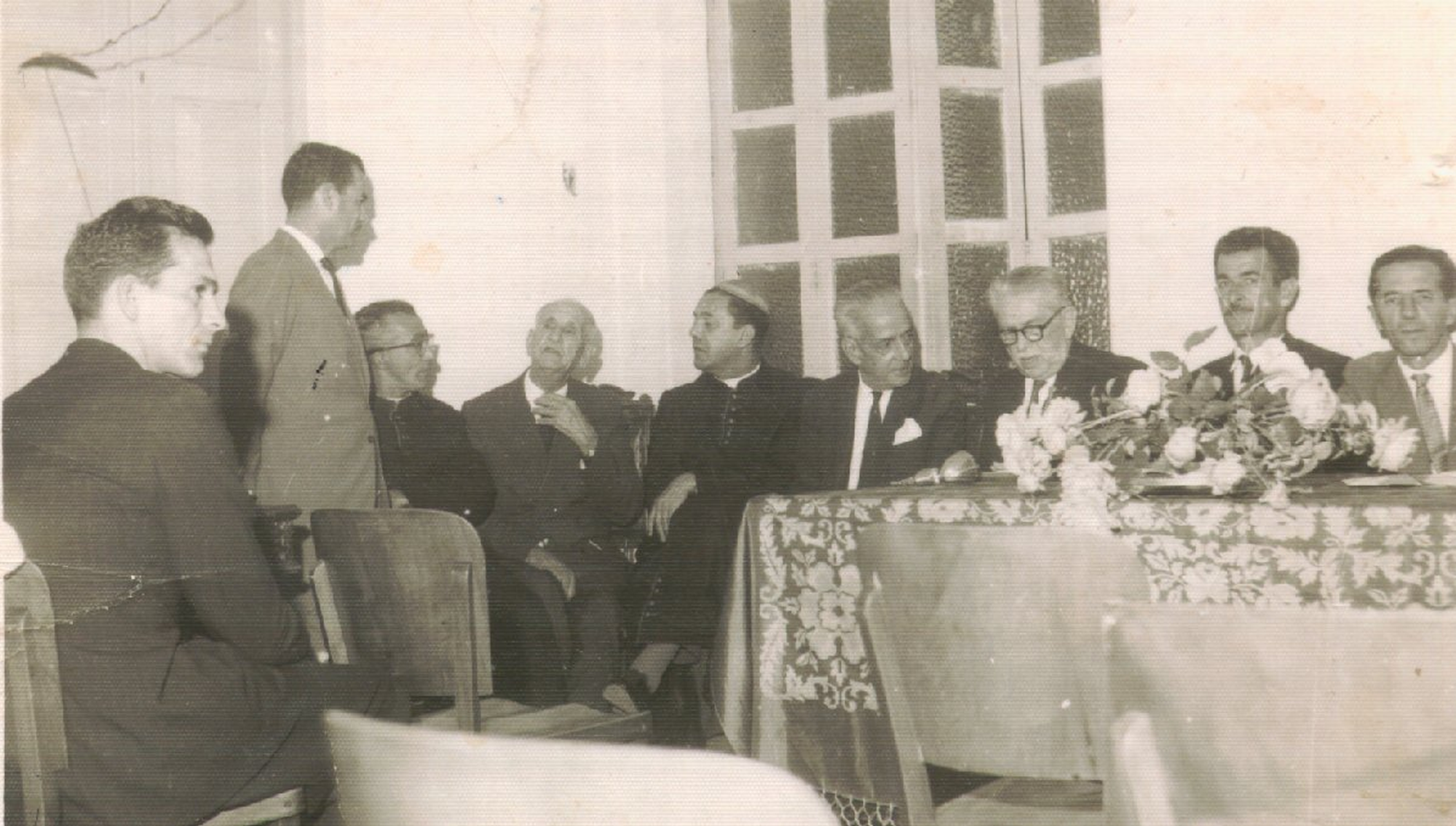
Vilobaldo (primeiro à direita) em reunião política na prefeitura de Caetité, c. 1963

Era filho de Troiano Freitas e de Maria Regina (Neves) de Freitas. Na cidade natal, em 1932, Vilobaldo formou-se professor pela antiga Escola Normal. Iniciou a carreira no magistério primário em Guanambi, cidade onde veio a se casar com Zenilda Borges Bastos, filha do líder político local, médico e fazendeiro José Castro Bastos, conhecido como Dr. Juca.
Iniciando a carreira política em 1946, elegeu-se vereador em Guanambi pelo PSD, em mandato que durou até 1950. No mesmo pleito, elegeu-se prefeito o médico Nélson Bastos de Castro, irmão do seu sogro. Foi presidente do legislativo municipal. Em Guanambi, exerceu a função de inspetor de ensino estadual na cidade e, convidado por Anísio Teixeira, ocupou a direção do ensino fundamental estadual.
https://pt.wikipedia.org/wiki/Ficheiro:Reuni%C3%A3o_com_Ov%C3%ADdio_Teixeira_prefeitura_municipal_d%C3%A9cada_1960_Caetit%C3%A9.png
Foi deputado estadual por cinco legislaturas (1967-1985, ARENA e PDS), quando então intercedeu para o desenvolvimento da cidade de modo a ter ali a instalação da primeira rede elétrica, agência do Banco do Estado da Bahia, criação do colégio Luís Viana Filho, estadual, serviço de água e esgoto, o fórum de justiça, o Hospital Santo Antônio, entre outras ações que incrementaram o desenvolvimento local sobretudo nos mandatos como prefeito de seus aliados Jonas Rodrigues da Silva e José Humberto Nunes, criando uma infraestrutura que projetaram Guanambi nas décadas de 1970 e 1980. Em 1978 representou o estado na Feira Internacional de Turismo, realizada em Berlim, naquele ano.
Em 2015 a Assembleia Legislativa da Bahia (ALBA) realizou uma sessão em homenagem ao centenário de seu nascimento, tendo a mesa sido composta pela deputada Ivana Bastos e com a presença da viúva de Vilobaldo, Zenilda, e descendentes. A Câmara de Vereadores de Guanambi instituiu a Medalha Vilobaldo Freitas com a qual premia aqueles que tenham se destacado na área da justiça da cidade. Freitas é patrono na Academia Guanambiense de Letras e, em 2018, foi agraciado postumamente com a Comenda 2 de Julho, da ALBA.